# Bashundhara Kings
Bashundhara Kings (bengalisch বসুন্ধরা কিংস) ist ein professioneller Fußballverein aus Dhaka, Bangladesch. Aktuell spielt der Verein in der höchsten Liga des Landes, der Bangladesh Premier League.

## Erfolge
- Bangladesh Premier League:  2018/19, 2021, 2022, 2022/23, 2023/24
- Bangladesh Championship League: 2017
- Federation Cup: 2019/20, 2020/21, 2023/24
- Independence Cup: 2018, 2022, 2023

## Stadion

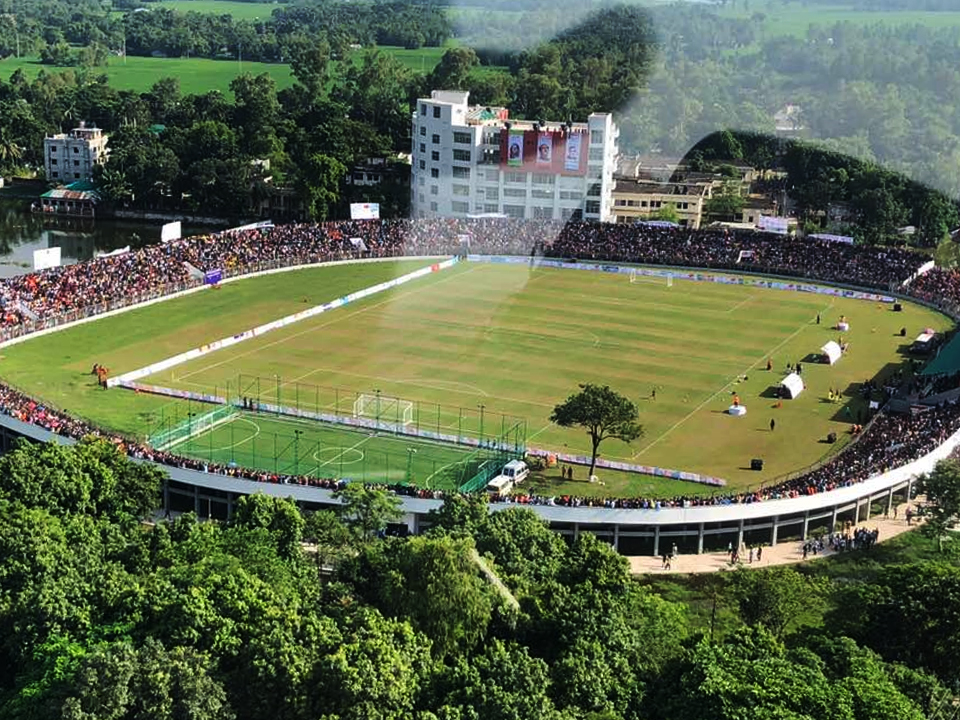
Sheikh Kamal Stadium

Seine Heimspiele trägt der Verein im Sheikh Kamal Stadium (bengalisch শেখ কামাল স্টেডিয়াম) im Nilphamari-Distrikt in der Division Rangpur aus. Das Stadion hat ein Fassungsvermögen von 21.359 Personen.

## Spieler
Stand: August 2024
| Nr. |             | Position | Name                             |
| --- | ----------- | -------- | -------------------------------- |
| 1   | Bangladesch | TW       | Anisur Rahman Zico (3rd captain) |
| 2   | Nigeria     | AB       | Isaiah Ejeh                      |
| 4   | Bangladesch | AB       | Topu Barman                      |
| 5   | Bangladesch | AB       | Tutul Hossain Badsha             |
| 6   | Bangladesch | MF       | Shohel Rana                      |
| 7   | Bangladesch | ST       | Rakib Hossain                    |
| 8   | Brasilien   | MF       | Miguel Figueira                  |
| 9   | Frankreich  | ST       | Jared Khasa                      |
| 10  | Brasilien   | ST       | Robinho                          |
| 11  | Bangladesch | ST       | Foysal Ahmed Fahim               |
| 12  | Bangladesch | AB       | Bishwanath Ghosh                 |
| 14  | Bangladesch | MF       | Chandon Roy                      |
| 17  | Bangladesch | MF       | Sohel Rana                       |
| 18  | Bangladesch | AB       | Mohammed Jahid Hossen            |
| 19  | Bangladesch | ST       | Md Rabby Hossen Rahul            |
| 22  | Bangladesch | AB       | Md Saad Uddin                    |
| 23  | Bangladesch | ST       | Rafiqul Islam                    |

| Nr. |             | Position | Name                    |
| --- | ----------- | -------- | ----------------------- |
| 24  | Bangladesch | AB       | Md Shoybur Rahman Mijan |
| 27  | Bangladesch | TW       | Md Shahin Molla         |
| 28  | Bangladesch | AB       | Md Yousuf Ali           |
| 29  | Bangladesch | MF       | Mohsin Ahmed            |
| 30  | Bangladesch | TW       | Md Mehedi Hasan         |
| 33  | Bangladesch | MF       | Shekh Morsalin          |
| 37  | Bangladesch | MF       | Mojibur Rahman Jony     |
| 40  | Bangladesch | AB       | Tariq Kazi              |
| 44  | Bangladesch | MF       | Md Sabbir Hossen        |
| 47  | Bangladesch | MF       | Akmol Hossain Noyon     |
| 50  | Bangladesch | TW       | Mehedi Hasan Srabon     |
| 52  | Bangladesch | AB       | Md Insan Hossain        |
| 66  | Bangladesch | TW       | Mohammad Asif           |
| 69  | Bangladesch | MF       | Md Mahmudul Hasan       |
| 71  | Bangladesch | AB       | Rimon Hossain           |
| 90  | Bangladesch | AB       | Md Raj Mollah           |
| 95  | Brasilien   | MF       | Fernandes               |

## Trainerchronik
Stand: 9. Januar 2022
| Trainer      | Nation  | von             | bis |
| ------------ | ------- | --------------- | --- |
| Óscar Bruzón | Spanien | 21. August 2018 |     |

## Saisonplatzierung
| Saison  | Liga                           | Level | Platz       | Federation Cup | Independence Cup | Bester Torschütze    | Tore |
| ------- | ------------------------------ | ----- | ----------- | -------------- | ---------------- | -------------------- | ---- |
| 2017/18 | Bangladesh Championship League | 2     | 1. ▲        |                |                  | Rokonuzzaman Kanchan | 11   |
| 2018/19 | Bangladesh Premier League      | 1     | 1.          | 2. Platz       | Sieger           | Marcos Vinícius      | 14   |
| 2019/20 | Bangladesh Premier League      | 1     | abgebrochen | Sieger         |                  | Daniel Colindres     | 4    |
| 2020/21 | Bangladesh Premier League      | 1     | 1.          | Sieger         |                  | Robinho              | 21   |
| 2021/22 | Bangladesh Premier League      | 1     | 1.          | abgesagt       | 2. Platz         | Robinho              | 16   |
| 2022/23 | Bangladesh Premier League      | 1     | 1.          | 3. Platz       | Sieger           | Dori                 | 20   |
| 2023/24 | Bangladesh Premier League      | 1     | 1.          | Sieger         | Sieger           | Dori                 | 14   |